# Adesmia ramosissima
Adesmia ramosissima es una especie de planta floral del género Adesmia, categorizada en la tribu Dalbergieae, de la familia Fabaceae.

## Distribución
Especie nativa de Chile. Crece en el bioma subtropical.

## Taxonomía
Fue descrita por Phil. y publicada en Linnaea 33: 56 (1864).